# Brian Hamalainen
Brian Hamalainen est un joueur de football danois, né le 29 mai 1989 à Allerød. Il évolue au Lyngby BK comme défenseur.

## Carrière

### Débuts au Danemark
Dès son enfance, Brian Hamalainen s'affilie au Lillerød IF, aujourd'hui Allerød FK. Il y joue dans les différentes catégories d'âge entre 1994 et 2003. Il rejoint alors le centre de formation du Lyngby BK, un ancien grand club danois durant les années 1980, dont l'équipe première venait d'être reléguée en quatrième division à la suite d'une faillite. Néanmoins, Hamalainen progresse dans les équipes de jeunes du club et est régulièrement repris en équipe nationale de sa catégorie. Il intègre le noyau de l'équipe première en 2007, année du retour du club en première division. Il joue quatre saisons dans le championnat domestique, disputant près de 100 matches avec son club. Le 10 février 2009, il est convoqué pour la première fois en équipe nationale espoirs. Il jouera dix matches avec cette sélection jusqu'en 2011.

### Déménagement vers la Belgique
En juillet 2011, Brian Hamalainen est recruté par le SV Zulte Waregem, un club de première division belge. Il gagne rapidement la place de titulaire au poste d'arrière-gauche et ne manque qu'un match au cours de la saison. Il entame la saison 2012-2013 avec le club flandrien mais ne la termine pas. Le 30 août 2012, à quelques heures de la clôture du marché des transferts, il signe un contrat de deux ans au KRC Genk, un club du top-5 belge. Pour l'anecdote, il a disputé son dernier match avec le « Essevee » justement face à Genk quatre jours plus tôt. Dès son arrivée dans le Limbourg, il prend place dans l'équipe de base et dispute son premier match deux jours après son arrivée, un déplacement au Sporting Anderlecht, le champion en titre. Le 20 septembre 2012, il joue son premier match européen, en Ligue Europa face aux Hongrois de Videoton. Toujours titulaire jusqu'à la fin du mois d'octobre, il est renvoyé sur le banc après une défaite face au Standard de Liège et ne joue pas le moindre match durant tout le mois de novembre.

## Statistiques
| Saison                | Club                  | Championnat           | Championnat | Championnat | Coupe(s) nationale(s) | Coupe(s) nationale(s) | Supercoupe | Supercoupe | Compétition(s) continentale(s) | Compétition(s) continentale(s) | Compétition(s) continentale(s) | Total | Total |
| Saison                | Club                  | Division              | M.          | B.          | M.                    | B.                    | M.         | B.         | Comp.                          | M.                             | B.                             | M.    | B.    |
| 2007-2008             | Lyngby BK             | Division 1            | 12          | 0           | 0                     | 0                     | 0          | 0          | -                              | -                              | -                              | 12    | 0     |
| 2008-2009             | Lyngby BK             | Division 2            | 25          | 1           | 3                     | 0                     | 0          | 0          | -                              | -                              | -                              | 28    | 1     |
| 2009-2010             | Lyngby BK             | Division 2            | 27          | 1           | 0                     | 0                     | 0          | 0          | -                              | -                              | -                              | 27    | 1     |
| 2010-2011             | Lyngby BK             | Division 1            | 33          | 2           | 2                     | 0                     | 0          | 0          | -                              | -                              | -                              | 35    | 2     |
| 2020-2021             | Lyngby BK             | Division 1            | 13          | 0           | 1                     | 0                     | -          | -          | -                              | -                              | -                              | 14    | 0     |
| Sous-total            | Sous-total            | Sous-total            | 110         | 4           | 6                     | 0                     | 0          | 0          | -                              | -                              | -                              | 116   | 4     |
| 2011-2012             | SV Zulte Waregem      | Division 1            | 34          | 2           | 2                     | 0                     | 0          | 0          | -                              | 0                              | 0                              | 36    | 2     |
| 2012-2013             | SV Zulte Waregem      | Division 1            | 5           | 0           | 0                     | 0                     | 0          | 0          | -                              | 0                              | 0                              | 5     | 0     |
| Sous-total            | Sous-total            | Sous-total            | 39          | 2           | 2                     | 0                     | 0          | 0          | -                              | 0                              | 0                              | 41    | 2     |
| 2012-2013             | KRC Genk              | Division 1            | 14          | 0           | 3                     | 0                     | 0          | 0          | LE                             | 4                              | 0                              | 21    | 0     |
| 2013-2014             | KRC Genk              | Division 1            | 11          | 0           | 2                     | 0                     | 0          | 0          | LE                             | 3                              | 0                              | 16    | 0     |
| 2014-2015             | KRC Genk              | Division 1            | 1           | 0           | 0                     | 0                     | 0          | 0          | -                              | 0                              | 0                              | 1     | 0     |
| 2015-2016             | KRC Genk              | Division 1            | 16          | 0           | 3                     | 0                     | 0          | 0          | -                              | 0                              | 0                              | 19    | 0     |
| Sous-total            | Sous-total            | Sous-total            | 42          | 0           | 8                     | 0                     | 0          | 0          | -                              | 7                              | 0                              | 57    | 0     |
| 2016-2017             | SV Zulte Waregem      | Division 1            | 35          | 2           | 4                     | 1                     | 0          | 0          | -                              | 0                              | 0                              | 39    | 3     |
| 2017-2018             | SV Zulte Waregem      | Division 1            | 33          | 4           | 2                     | 1                     | 1          | 0          | LE                             | 6                              | 1                              | 42    | 6     |
| Sous-total            | Sous-total            | Sous-total            | 68          | 6           | 6                     | 2                     | 1          | 0          | -                              | 6                              | 1                              | 81    | 9     |
| 2018-2019             | Dynamo Dresde         | 2.Bundesliga          | 21          | 1           | 1                     | 0                     | -          | -          | -                              | -                              | -                              | 22    | 1     |
| 2019-2020             | Dynamo Dresde         | 2.Bundesliga          | 18          | 0           | 2                     | 0                     | -          | -          | -                              | -                              | -                              | 20    | 0     |
| Sous-total            | Sous-total            | Sous-total            | 39          | 1           | 3                     | 0                     | 0          | 0          | -                              | 0                              | 0                              | 42    | 1     |
| Total sur la carrière | Total sur la carrière | Total sur la carrière | 326         | 14          | 28                    | 3                     | 1          | 0          | -                              | 13                             | 1                              | 368   | 18    |

## Palmarès
- KRC Genk
  - Coupe de Belgique
    - Vainqueur :  2013
- Zulte Waregem
  - Coupe de Belgique
    - Vainqueur : 2017